# Зулцбах ан дер Мур
Зулцбах ан дер Мур (њем. Sulzbach an der Murr) општина је у њемачкој савезној држави Баден-Виртемберг. Једно је од 31 општинског средишта округа Ремс-Мур. Према процјени из 2010. у општини је живјело 5.382 становника. Посједује регионалну шифру (AGS) 8119075.

## Географски и демографски подаци
Зулцбах ан дер Мур се налази у савезној држави Баден-Виртемберг у округу Ремс-Мур. Општина се налази на надморској висини од 273 метра. Површина општине износи 40,1 km². У самом мјесту је, према процјени из 2010. године, живјело 5.382 становника. Просјечна густина становништва износи 134 становника/km².